# Білівське
Білі́вське —  село в Україні, у Мелітопольському районі Запорізької області. Входить до складу Новоуспенівської сільської громади. Населення становить 55 осіб.

## Географія
Село Білівське розташоване за 2,5 км від села Запоріжжя та за 5,5 км від селища Веселе. Через село проходить автомобільна дорога Т 0805.
У селі є вулиці: Аграрна, Степова та Центральна.

### Клімат
Клімат села помірно континентальний, зі спекотним літом і малосніжною, переважно теплою зимою, характеризується чітко означеною посушливістю.
| Клімат Білівського        | Клімат Білівського | Клімат Білівського | Клімат Білівського | Клімат Білівського | Клімат Білівського | Клімат Білівського | Клімат Білівського | Клімат Білівського | Клімат Білівського | Клімат Білівського | Клімат Білівського | Клімат Білівського | Клімат Білівського |
| Показник                  | Січ.               | Лют.               | Бер.               | Квіт.              | Трав.              | Черв.              | Лип.               | Серп.              | Вер.               | Жовт.              | Лист.              | Груд.              | Рік                |
| Середній максимум, °C     | −0,3               | 0,3                | 4,7                | 13,6               | 21,0               | 25,7               | 28,3               | 27,4               | 21,9               | 14,5               | 7,2                | 2,7                | 13                 |
| Середня температура, °C   | −3,2               | −2,7               | 1,3                | 9,2                | 16,0               | 20,5               | 22,9               | 22,0               | 16,6               | 10,1               | 4,2                | 0,1                | 9                  |
| Середній мінімум, °C      | −6,1               | −5,7               | −2                 | 4,9                | 11,1               | 15,3               | 17,5               | 16,6               | 11,4               | 5,8                | 1,2                | −2,4               | 5                  |
| Норма опадів, мм          | 38                 | 34                 | 30                 | 31                 | 41                 | 48                 | 45                 | 36                 | 32                 | 25                 | 35                 | 44                 | 439                |
| ------------------------- | ------------------ | ------------------ | ------------------ | ------------------ | ------------------ | ------------------ | ------------------ | ------------------ | ------------------ | ------------------ | ------------------ | ------------------ | ------------------ |
| Джерело: climate-data.org |                    |                    |                    |                    |                    |                    |                    |                    |                    |                    |                    |                    |                    |

## Історія
Село засноване 1924 року.
У 1962-1965 роках належало до Михайлівського району Запорізької області, відтак у складі Веселівського району.
До 2017 року орган місцевого самоврядування - Запорізька сільська рада.

## Населення
Згідно з переписом УРСР 1989 року чисельність наявного населення села становила 83 особи, з яких 41 чоловік та 42 жінки.
За переписом населення України 2001 року в селі мешкали 54 особи.

### Мова
Розподіл населення за рідною мовою за даними перепису 2001 року:
| Мова       | Кількість | Відсоток |
| ---------- | --------- | -------- |
| українська | 54        | 98.18%   |
| російська  | 1         | 1.82%    |
| Усього     | 55        | 100%     |

Місцева говірка належить до степового говору південно-східного наріччя української мови.